# Maria Rosa Coccia

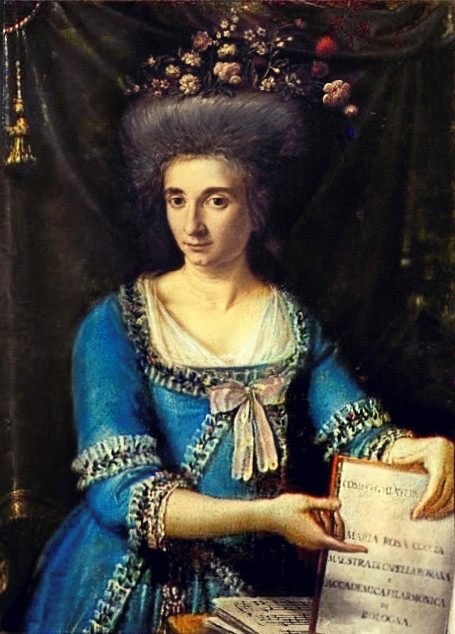
Porträt Maria Rosa Coccia 1779 nach Aufnahme in die Accademia Filarmonica di Bologna, Antonio Cavallucci (1751–1798) zugeschrieben

Maria Rosa Coccia (* 4. Juni 1759 in Rom, Italien; † vor dem 21. November 1833 ebenda) war eine römische Komponistin zur Zeit Wolfgang Amadeus Mozarts und trat parallel zu ihm als Wunderkind in Rom auf. Sie qualifizierte sich 1774 als Maestra Compositora und Maestra di Capella romana, was in der römischen Geschichte für eine Frau einmalig ist. Papst Clemens XIV. (1769–1774) hatte in Rom das seit Jahrhunderten herrschende Musizier- und Musiklernverbot für Frauen und Mädchen aufgehoben, um dem Kastratentum entgegenzuwirken. Das kam Coccia zugute, dennoch belastete die männlich dominierte musikalische Tradition Roms und eine Fehde der Musiker ihren (sprichwörtlich:) „künstlerischen Höhenflug“ in ihrer Adoleszenz.

## Leben und Studium
Maria Rosa Coccia wuchs als älteste der drei Töchter von Maria Angela Luzi und Antonio Coccia, einem Apotheker, in Rom auf. Ihre Musikalität zeigte sie als Kind im Singen, Cembalo spielen, „ex tempore solfeggieren“ (Gesangsimprovisation) und in der Fähigkeit, Musik „in allen Schlüsseln“ lesen zu können. Nach dem Unterricht bei einer Saggia donna, einer „weisen Frau“, vermutlich einer Nonne, bekam sie einen celebre maestro in Gesang und Cembalo, beider Namen sind nicht genannt. Im Anschluss erhielt sie mehrjährigen Unterricht in „allen Arten des Kontrapunkts“- und der Fugenkomposition, dem in Rom besonders gepflegten „stile antico“ (Kirchenstil) durch Sante Pesci (Giuseppe Pesci), dem Kapellmeister der Basilica Liberiana.
Diese Kirche geht auf Papst Liberius zurück, ist eine der vier großen römischen Basiliken und wird auch „Santa Maria Maggiore“ genannt. Als ehemalige Wirkungsstätte des Giovanni Pierluigi da Palestrina war und ist sie der traditionellen Kirchenmusik besonders verpflichtet.
Laut der Schrift Elogio Storico della Signora Maria Rosa Coccia romana des römischen Abbate (Priester) und Pastore Arcade Michele Mallio – Hirte der (römischen) Arcadia –  bekam Coccia darüber hinaus schon früh Zugang zu Bibliotheken, wodurch sie sich mit Libretto-Literatur (Drama und Komödie) befassen konnte.
Unter dem 20. Dezember 1772 liest man im Diarium der Chiesa nova folgende Eintragung:

„Am Abend wurde im Oratorium der Chiesa nuova unter großem Andrang des Adels in den Logen und der Bürger in den Bänken eine Composition mit dem Titel „Daniello“ mit der neuen Musik der römischen Sig. Rosa Coccia gesungen. Nach dem ersten Teil hielt P. Gregorio Costanzi von der Congregazione di San Filippo Neri eine feierliche moralische Ansprache. Das Publikum bedachte alles mit Beifall.“

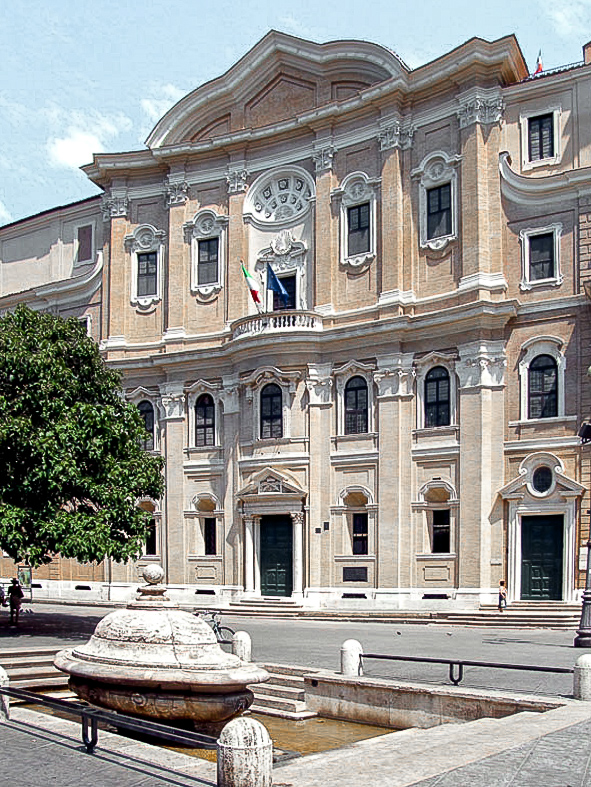
Oratorium des hl. Philipp Neri, angrenzend an die Chiesa nuova

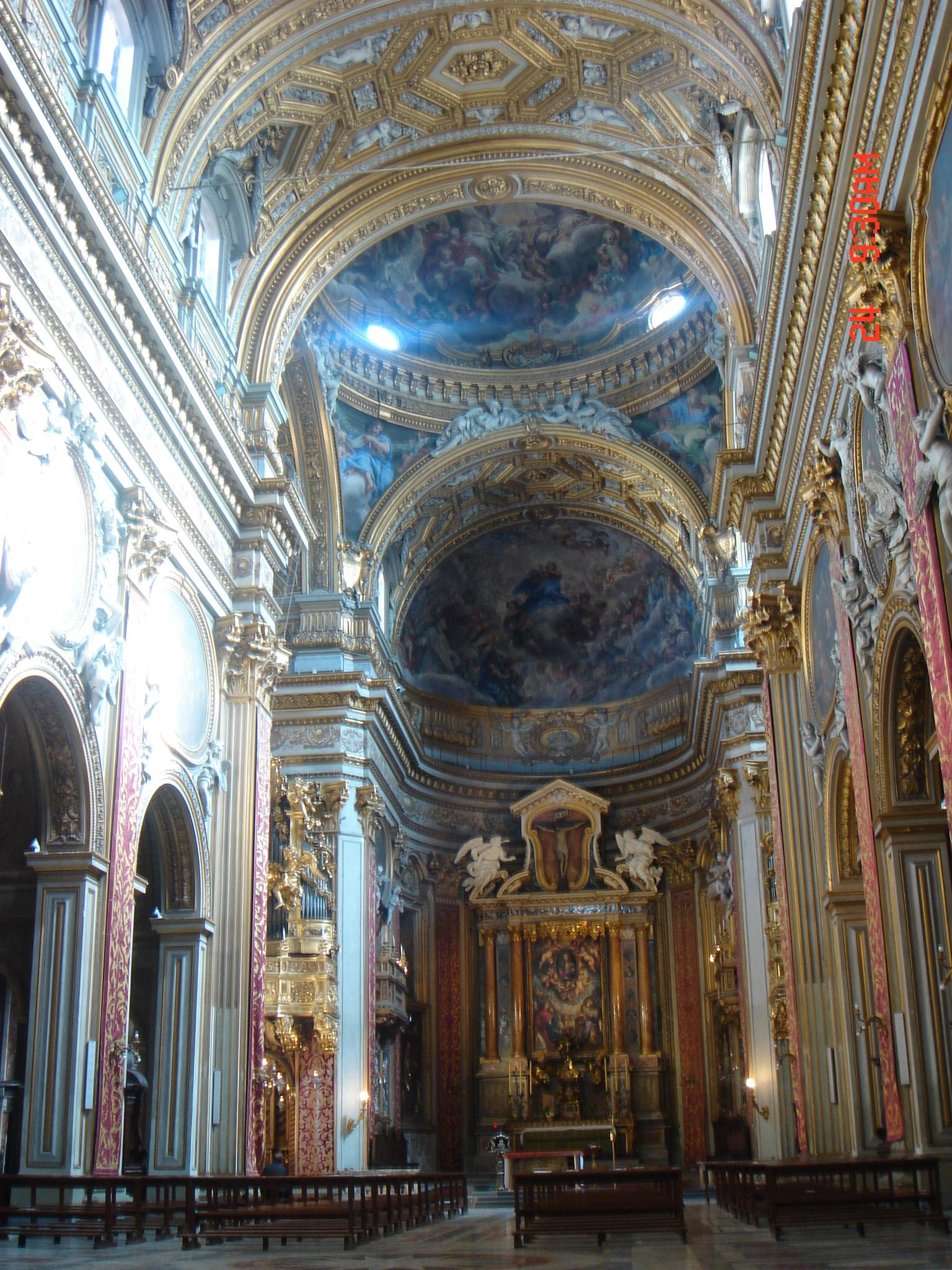
„Sala Borromini“ des Oratoriums (das als Bauwerk die musikalische Gattung Oratorium begründete). Hier wurde Coccias Oratorium 1772 uraufgeführt

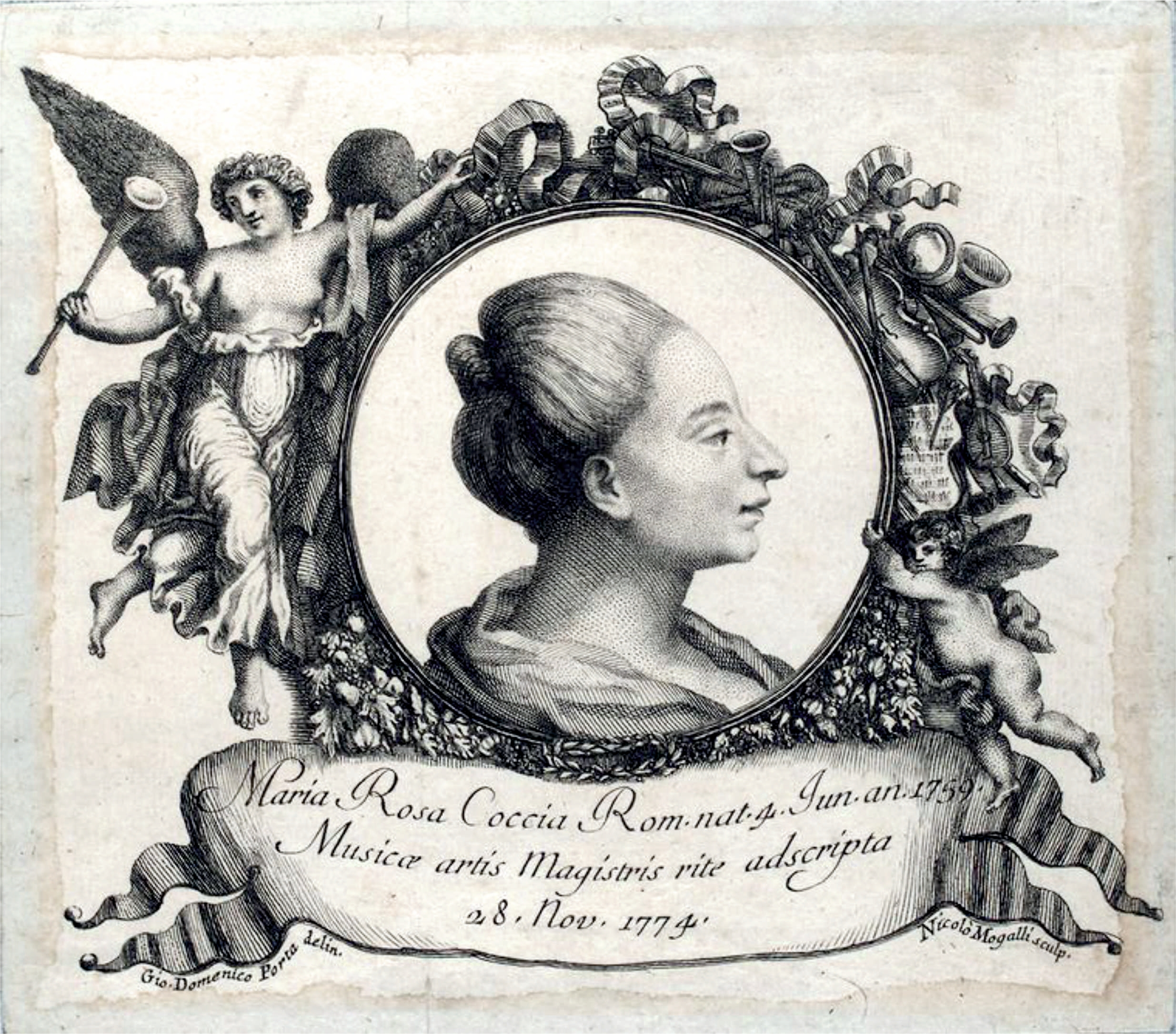
Maria Rosa Coccia 15-jährig (1774) als „Maestra compositoria“ (Musicae artis magistris), Kupferstich nach Giovanni Domenico Porta

Im angegebenen Diarium werden innerhalb kurzer Zeit drei große musikdramatische Werke Coccia’s angeführt:
- Das erwähnte geistliche Oratorium Daniello nel Lago dei Leoni (Daniel in der Löwengrube), aufgeführt am 20. Dezember 1772 innerhalb der traditionsreichen Advents-Konzerte des Oratorium des hl. Philipp Neri in der Kirche Santa Maria in Vallicella (kurz: „Chiesa nuova“).
- Die Oper L’isola disabitata nach einem Text von Pietro Metastasio (1773/74?).[10]
- Intermedio, aufgeführt im Teatro Capranica.[11]

Vor der römischen Congregazione di Santa Cecilia (Musikakademie) absolviert Coccia 1774 auf eigenen Wunsch eine strenge Prüfung in Klausur und erwirbt dadurch – 15-jährig – den Titel Maestra compositora und Maestra di Capella romana. Damit wäre die Mitgliedschaft in der führenden Accademia Filarmonica di Bologna verbunden gewesen. Mozart erhielt diese im Anschluss an seinen römischen Aufenthalt mit 14 Jahren. Aber für Coccia beginnt ein jahrelanges entwürdigendes Hin- und Her.

## Künstlerische und soziale Situation
Das jahrhundertelange Musizierverbot für Frauen in der Kirche wurde von Papst Clemens XIV. während seiner 5-jährigen Amtszeit 1769–1774 aufgehoben, sodass Maria Rosa Coccias Musikalität von ihrem Vater dankbar registriert wurde, „da ich keine Söhne habe“. Er sorgte für eine sehr gute musikalische Ausbildung seiner Tochter, die in den kirchlichen Kreisen und in der Gesellschaft als Wunderkind Erfolg hatte. Die Beschreibung ihres Könnens ähnelt derjenigen des jungen Mozart. Das Verzeichnis ihrer musikalischen Werke im Kindesalter ist  umfangreich, leider sind das Oratorium Daniello, die Oper L’isola disabitata (Text: Pietro Metastasio) und das nur brieflich von ihrem Vater erwähnte Intermedio („per teatro Capranica“) verschollen. Man vermutet, dass beide musiktheatralische Werke im Teatro Capranica aufgeführt wurden, da die Widmungsträgerin des vorausgegangenen Oratoriums, Signora Duchessa D. Marianna Gaetani Sforza Cesarini, zu den Förderern dieses Theaters gehörte.
Den Zugang zum professionellen Musikleben Roms setzte Maria Rosa Coccia selbst durch, indem sie sich der erwähnten Prüfung unterzog, die sie mit der Unterschrift der „Signori musici“, der Kapellmeister Roms, erfolgreich bestand. Diese Kapellmeister der vier großen Basiliken waren in allen musikalischen Belangen tonangebend und vereinigten sich zur Congregatione di Santa Cecilia (heute Musikhochschule). Ohne deren Erlaubnis durfte kein Musiker in Rom öffentlich musizieren, kein Komponist Musik veröffentlichen.

Aber über Coccias Kopf hinweg wurde bald nach dieser Prüfung eine musiktheoretische Fehde über den „stile antico“ begonnen, den in Rom streng gehüteten Kirchenstil. Man habe ihre Prüfung nur „mit Rücksicht auf ihr Geschlecht positiv bewertet“. Im Hintergrund stand die Sorge vor Machtverlust der römischen Kirchenmusiker. Die Fehde in Rede und Widerrede zog sich jahrelang hin und belastete Coccias Jugend. Im Besonderen ging es darum, ob Coccia in die Accademia filarmonica di Bologna aufgenommen werden konnte. Erst 1779, nach fünf Jahren Kreuzfeuer seit ihrer Prüfung von 1774, wurde sie in Bologna bestätigt und die Komponistin als Mitglied der Akademie anerkannt. Mit Marianna von Martines gehörte sie damit zu den einzigen Frauen in dieser Männergesellschaft. Die Beurteilung durch die Bologneser Akademie lautet:

„(der Vorstand) hat sofort Ihre vorzüglichen Kompositionen den anderen Mitgliedern gezeigt, die sie geprüft und sehr gelobt haben. Er ist beauftragt, (…) mitzuteilen, dass (…) diese völlig genug seien, um Sie von der ganzen Allgemeinheit zu unterscheiden als tiefe, wissende und wohl begründete Professorin dieser Wissenschaft.“

Coccias Kompositionen wurden in vielen Kirchen aufgeführt, doch hatte sie niemals die Möglichkeit, in Rom eine eigene  Kapelle zu führen. Die Besetzung ihrer Werke verrät, dass Coccia kaum mit einem Instrumentalensemble rechnen konnte, wie es zu einer Kirchenstelle gehörte: Die meisten sind für Gesang mit Orgelbegleitung konzipiert; diejenigen mit Orchesterinstrumenten waren Auftragswerke. Die Kantate „Il Trionfo d’Enea“, für Sängerensemble und Orchester geschrieben, entstand nach ihrer Aufnahme in die Akademie von Bologna und ist dem Königspaar von Neapel und Sizilien gewidmet.
Laut Bittbrief um eine Rente in ihren späteren Jahren, konnte sie sich fürs Alter nichts zurücklegen, da sie ihre Eltern und ihre jüngeren Schwestern unterstützen musste; ihr Leben habe sie „unterrichtend und komponierend“ zugebracht. Da sie vierundsiebzig Jahre alt wurde, muss ein Gesamtwerk entstanden sein, das die bisherige Zahl der gefundenen Werke weit übertrifft, wenn man nur von einem Werk pro Jahr ausgeht.

## Ein Brief Farinellis an die 16-jährige Komponistin
Ohne Zweifel war Coccias Erfolg in ihrer Zeit groß, das bestätigen ihr gewidmete Briefe, Sonette und Schriften von bedeutenden Persönlichkeiten: Unter Anderen der Dichter Pietro Metastasio, der berühmte Kastrat Farinelli, „Padre“ Martini und italienische Dichter von über dreißig Sonetten.
Der früheste in Michele Mallios Schrift Elogio Storico abgedruckte Brief an Maria Rosa Coccia (aus der Anfangszeit der Fehde) stammt von dem Kastraten Farinelli. Coccia hatte ihn im November 1775 in seinem Landhaus bei Bologna besucht, dabei seine Cembali gespielt, ihn zum Gesang begleitet und ihm danach eine Komposition gesandt.

„Ihr sehr willkommener Brief vom 1. des Monats, begleitet von der kunstvollen Komposition, die Ihre mir wohlbekannte Begabung hervorgebracht hat, ist ein Beweis Ihrer Liebenswürdigkeit, die der gütige Herr Gaetani mir vermittelte, indem er meine geringe Leistung hervorhob und mir die Ehre Ihres Besuchs ermöglichte, bei welcher Sie meine Cembali mit außergewöhnlicher Kunst spielten. Ich danke Ihnen für ihre einfühlsame Begleitung und versichere Ihnen meine Begeisterung. Vor einigen Tagen war der berühmte Padre Martini zum Essen bei mir, er und ich als Schüler der S. Cecilia [Musikakademie in Rom] haben Ihnen die Gerechtigkeit widerfahren lassen, die Ihre Kunst verdient, dies teile ich Ihnen zum Ausdruck meiner Bewunderung mit.“

## Werke

### Frühe Kompositionen bis 1774
| Titel                                        | Besetzung                                                   | Widmung                                                                                              | Datum/Datierung              | Autogr./Dr./Abschr.                | Standort/Signatur                                                                | Textautor             |
| -------------------------------------------- | ----------------------------------------------------------- | --- | ---------------------------- | ---------------------------------- | -------------------------------------------------------------------------------- | --------------------- |
| 6 Cembalosonaten op.I C-C-G-F-D-F            | Cembalo solo                                                | Alla Maestà Di Carlo III […] Ré Di Gran Bretagna-Francia Iberia E Della Fede (Charles Edward Stuart) | 14. März 1772                | Autograph, Prachtband              | I-Rsc, Accademico A Ms 194                                                       |                       |
| Oratorio Il Daniello nel lago del leoni      | Gesangssolisten und begleitende Instrumente (nur Orgel?)    | Widmung an […] Duchessa Marianna Caetani Sforza Cesarini, Rom                                        | Aufführung 20. Dezember 1772 | Gedrucktes Libretto, darin Widmung | Libretto: Conservatorio di Musica S.Cecilia Rom, G Libr. XVIII Musik verschollen |                       |
| L’isola disabitata                           | Gesangssolisten und Orchester                               | | 1772/74?                     | Libretto-Druck                     | Musik verschollen                                                                | Pietro Metastasio     |
| Intermedio per teatro Capranica              | Gesangssolisten und Orchester                               | | 1772/74?                     |                                    | Musik verschollen                                                                |                       |
| Hic vir despiciens mundum, in G [ohne Titel] | Antiphon Fuge/Ricercar S A T B, nur eine Zeile Text notiert | | 1774 Examen                  | Autograph 1774                     | I-Rsc, B.1.36                                                                    | geistlich, lateinisch |

### Drucke und Handschriften
nach RISM, Grove 2, Dizionario 1982, Cametti, Eitner, Cohen und Mallio
- Dixit Dominus F (Psalm 110), a otto pieno (zwei 4-stimmig gemischte Chöre) con organo 1775
- Dixit Dominus (2. Fassung) a otto voci concertato con violini, viole, oboe, flauti, e corni da caccia. Für den Großherzog der Toscana Pietro Leopoldo (Leopold II., den späteren Kaiser) 1775
- Cantate a due Soprani (Minerva e la Musica), Trombe, corni, oboi e archi, 1776, für Pietro Leopoldo
- Magnificat D, a quattro voci concertato con organo (1774?) 1776
- Vespero per la festa di Santa Cecilia 1776 (nach Brief Antonio Coccia in Mallio), verschollen
- Confitebor (Psalm), a quattro concertato da due canti con R.R. e organo
- Salve regina G (Antiphon), a due voci, Canto ed Alto, Orgel.
- Veni Creator Spiritus a quattro concertato e organo obbligato, 1777 aufgeführt Kloster Buon Jesu, Monte Albotto
- Canto/Offertorio (inkomplett) für Luigi Gonzaga (Luigi Valenti Gonzaga?)
- Tantum Ergo Es, à canto solo (Hymnus), (Orgelstimme fehlt)
- Eructavit cor meum. Motetto a soprano solo con organo, für Annunciata Bonarelli (weiterer Name Lo Iacono, Angela Serafina)
- Veni Sponsa Christi a due Soprani, (Antiphon) für Annunziata Bonarelli,
- Euge serve bone in modico D, Motetto per Alto solo und Orgel
- ?qualche lagrime spargete (aus Semiramide?), verschollen
- Laudate a Canto solo con ripieni (Instrumente?)
- Dei Salmi per la Basilica Liberiana 1776, verschollen
- Quattro Salmi Februar 1778 für Maria Carolina di Napoli (Maria Karolina von Österreich), verschollen
- Alcuni Salmi April 1779 für Maria I. von Portugal verschollen
- Il Trionfo D’Enea, Cantata für 4 Vocalsolisten und Orchester, für Ferdinand IV ( Ferdinand I.) und Maria Carolina, Partitur-Druck
- Arsinoe, Cantata per musica a quattro voci und Orchester. 10. April 1783. Für Maria Amalia Augusta von Sachsen (Maria  Amalie von Sachsen (1757–1831)), Prinzessin von Zweibrücken
- In questo estremo addio Duetto A-Dur (Hymnus), für 2 Soprane und Orchester, 1785 (Datum der Abschrift)(nach RISM) S. Marta Pezzella, Rom
- Angelus ad Pastores ait, Motetto in Pastorale. Für 2 Soprane und Orgel, Autograph 1799

### Moderne Notenausgaben
- Dixit (1775)
 Psalm 110, Motette für zwei 4-stimmige gemischte Chöre und Basso Continuo, Furore-Verlag Kassel 1997, Fue 562 ISMN M-50012-337-8 (Partitur mit ausgesetzter Orgelstimme).
- Magnificat (1776)
 A Quattro Voci Concertato, con Organo für 4-stimmigen gemischten Chor, Solisten (SATB) und Basso continuo, Furore-Verlag Kassel, Fue 6390 ISMN M-50012-639-3 (Partitur mit ausgesetzter Orgelstimme).